# Maria Ludwika Bernhard

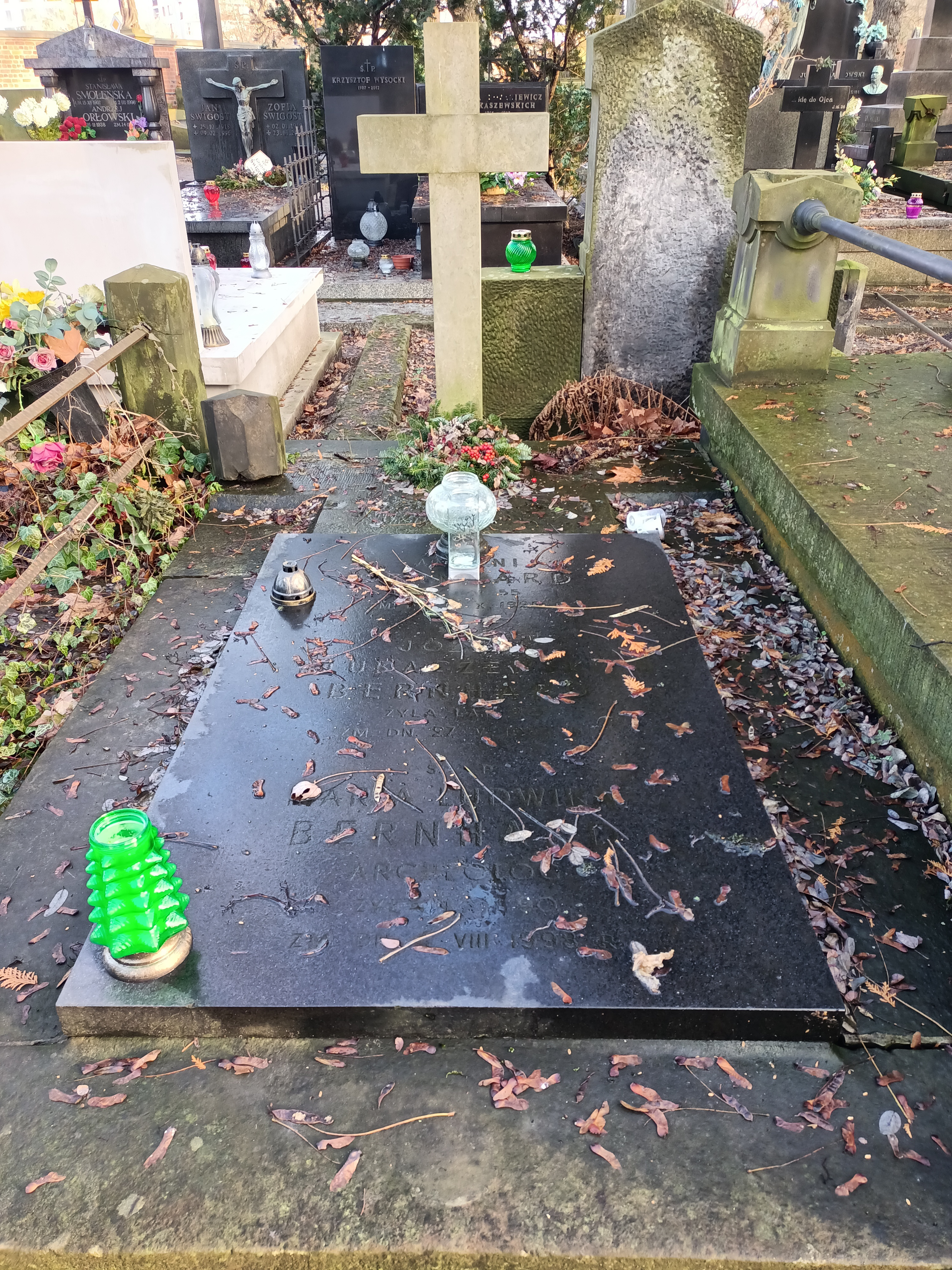
Grób Marii Ludwiki Bernhard na cmentarzu Powązkowskim

Maria Ludwika Bernhard (ur. 6 sierpnia 1908 w Łodzi, zm. 4 sierpnia 1998 w Warszawie) – polska badaczka starożytności klasycznej, zasłużony naukowiec i wykładowca w dziedzinie archeologii śródziemnomorskiej, historyk sztuki i muzeolog; kombatantka – żołnierz AK.

## Życiorys
Urodziła się w rodzinie polsko-francuskiej. W 1928 r. ukończyła Gimnazjum im. Cecylii Plater-Zyberk. Archeologię, historię i historię sztuki studiowała od 1930 na Wydziale Humanistycznym Uniwersytetu Warszawskiego. Od 1934 r. była asystentką w katedrze (początkowo w Zakładzie Archeologii Klasycznej) prof. Kazimierza Michałowskiego na Uniwersytecie Warszawskim. Studia uzupełniające odbyła w latach 1937–1938 we Francuskiej Szkole Archeologicznej w Atenach (École française d’Athènes). Doktorat uzyskała w Warszawie 13 czerwca 1939 r. na podstawie rozprawy pt. Lampy starożytne w zbiorach warszawskich.
Podczas II wojny światowej brała udział w tajnym nauczaniu i konspiracji. W czerwcu 1940 r. została aresztowana przez Gestapo i osadzona na Pawiaku. Zwolnienie uzyskała jako obywatelka francuska po interwencji Muzeum Narodowego. Prowadziła zajęcia w ramach działań Tajnego Uniwersytetu Warszawskiego. Uczestniczyła czynnie w powstaniu warszawskim jako łączniczka Armii Krajowej, ps. Marianna. Po upadku powstania zamieszkała w Podkowie Leśnej, brała udział w akcji wywożenia i zabezpieczania zasobów muzealnych z płonącej Warszawy, którą kierował prof. Stanisław Lorentz.
Po wojnie była wykładowcą w warszawskich szkołach artystycznych: początkowo w Państwowym Liceum Sztuk Plastycznych (1946–1948), następnie w Państwowej Wyższej Szkole Teatralnej (1950–1951) oraz w Państwowej Wyższej Szkole Muzycznej (1951–1952). Po uzyskaniu stopnia docenta (1954) przejęła kierownictwo katedry Archeologii Śródziemnomorskiej na Uniwersytecie Jagiellońskim, sprawowane aż do 1978 r. W grudniu 1957 r. otrzymała tytuł profesora nadzwyczajnego, tytuł profesora zwyczajnego w 1982 r. Przez kilka kadencji przewodniczyła Radzie Naukowej Zakładu Archeologii Śródziemnomorskiej PAN w Warszawie.
W latach 1936–1961 pracowała również w Muzeum Narodowym w Warszawie, kolejno jako: asystent, adiunkt, kustosz i kurator Zbiorów (później Galerii) Sztuki Starożytnej. Ponadto była komisarzem licznych wystaw sztuki antycznej w stołecznym Muzeum Narodowym. Uczestniczyła w powojennych wykopaliskowych pracach badawczych na Krymie (Mirmeki i Kalos Limen, 1956–1959). Począwszy od 1938 r., kilkakrotnie wyjeżdżała do Egiptu, by zapoznawać się z efektami polskich prac archeologicznych w Aleksandrii. W 1967 r. kierowała polską ekspedycją wykopaliskową w Palmyrze. Była członkiem krajowych i zagranicznych gremiów naukowych, m.in. Niemieckiego Instytutu Archeologicznego (DAI).
Zmarła w Warszawie, pochowana na cmentarzu Powązkowskim (kwatera N-4-9).

## Dorobek naukowy
Autorka licznych publikacji z zakresu sztuki starożytnej Grecji (w tym 4-tomowej Historii starożytnej sztuki greckiej oraz pierwszego polskiego całościowego opracowania tematu Lampki starożytne, 1955), w szczególności jednak dotyczących malarstwa wazowego – wśród nich Wazy greckie w Muzeum im. E. Majewskiego w Warszawie, 1936, pierwsza powojenna monografia-podręcznik Greckie malarstwo wazowe, 1966, a także istotny wkład 6 tomów polskich dla międzynarodowego „Corpus Vasorum Antiquorum”. Dorobek naukowy M.L. Bernhard obejmuje kilkadziesiąt prac z dziedziny historii sztuki i muzealnictwa (także w czasopismach, m.in. „Meander”, „Archeologia”, „Biuletyn Historii Sztuki”, „Rocznik Historii Sztuki”) oraz materiały popularnonaukowe. Jako archeolog była autorką skryptu dla studentów Uniwersytetu Jagiellońskiego – Archeologia Grecji (Kraków 1977). Zapoczątkowała i przygotowała pierwszą rodzimą publikację encyklopedyczną dotyczącą starożytności (Mała encyklopedia kultury świata antycznego, t. I, 1958). Współpracowała również z zagranicznymi wydawnictwami encyklopedycznymi.

## Ordery i odznaczenia
- Krzyż Kawalerski Orderu Odrodzenia Polski (1974)
- Medal Wojska
- Złoty Krzyż Zasługi (15 października 1947)[4]
- Brązowy Krzyż Zasługi z Mieczami
- Warszawski Krzyż Powstańczy (1984)
- Medal za Warszawę 1939–1945
- Medal Zwycięstwa i Wolności 1945
- Medal 10-lecia Polski Ludowej (19 stycznia 1955)[5]
- Krzyż Armii Krajowej (1985)[6]
- Kawaler Orderu Legii Honorowej (Francja)